# Augustin Pouyer-Quertier
Augustin Pouyer-Quertier, né à Étoutteville le 2 septembre 1820 et mort à Rouen le 2 avril 1891, est un industriel et un homme politique français.

## Biographie
Augustin Pouyer-Quertier est le fils d'Auguste Florentin Pouyer, filateur, et d'Euphrasie Félicité Quertier. Il fut élève de l'École polytechnique.
Il fonda à Rouen une fabrique de cotonnades et rachète la Filature rouennaise de lin et de chanvre (La Foudre) en 1859, fut élu député avec l'appui du gouvernement (1857) et siégea avec la droite jusqu'en 1869. En 1862, il participa à la création d'une compagnie française qu'il préside, au capital de 25 millions de francs, pour entreprendre la culture du coton en Algérie, et qui joua un rôle dans l'histoire de la culture du coton en Algérie.
Député à l'Assemblée nationale (1871), il devint ministre des Finances (25 février 1871) et prit part comme plénipotentiaire aux négociations du traité de Francfort où , ayant pris un fort ascendant sur Bismarck, il permit aux communes de Villerupt et de Thil de rester françaises. En effet, lors d'un échange devenu célèbre avec Bismarck, il dit "... Je ne vous eusse pas obligé à devenir Français, et vous me faites Allemand ! — Comment cela ? s'écria Bismarck... Qui vous parle de prendre votre Normandie ?... — La chose est pourtant bien simple répondit-il : je suis un des principaux actionnaires des forges de Villerupt, et vous voyez bien que, de ce côté, vous me faites Allemand. ".  
Il est toutefois accusé par Le Mot d'ordre d'Henri Rochefort du 29 avril 1871, d'avoir eu intérêt à laisser Mulhouse aux mains des Allemands. Il préconisa une série d'impôts nouveaux, fit voter et émit avec succès l'emprunt permettant la libération anticipée du territoire.
Lors de l’affaire Janvier de La Motte, préfet de l'Empire accusé de concussion, il justifia les mandats fictifs, ce qui le contraignit à démissionner (23 avril 1872).
Il aida à la chute de Thiers (24 mai 1873), appuya le cabinet de Broglie et vota contre l'ensemble des lois constitutionnelles (1875). Sénateur de la Seine-Inférieure de 1876 à 1891, il refusa de former un ministère de résistance. Il fut également maire de la ville de Fleury-sur-Andelle dans l'Eure de 1854 à sa mort. « Élu  le plus célèbre de la Seine inférieure sinon de toute la Normandie au XIXe siècle, Pouyer-Quertier passait alors pour l’incarnation même de cette province et du tempérament prêté à ses habitants. »
Fondateur de la Compagnie française du télégraphe de Paris à New-York, dénommée « P. Q. », d’après les initiales de son président-fondateur, il donne un coup d'accélérateur aux agences de presse.
En 1883, il assure la présidence de la Société libre d'agriculture, sciences, arts et belles-lettres de l'Eure.
Il repose au cimetière monumental de Rouen. Un monument dit « Statue de Pouyer-Quertier », dû au sculpteur Alphonse Guilloux, érigé en 1894 à Rouen sur la place Cauchoise, a été détruit en 1941.

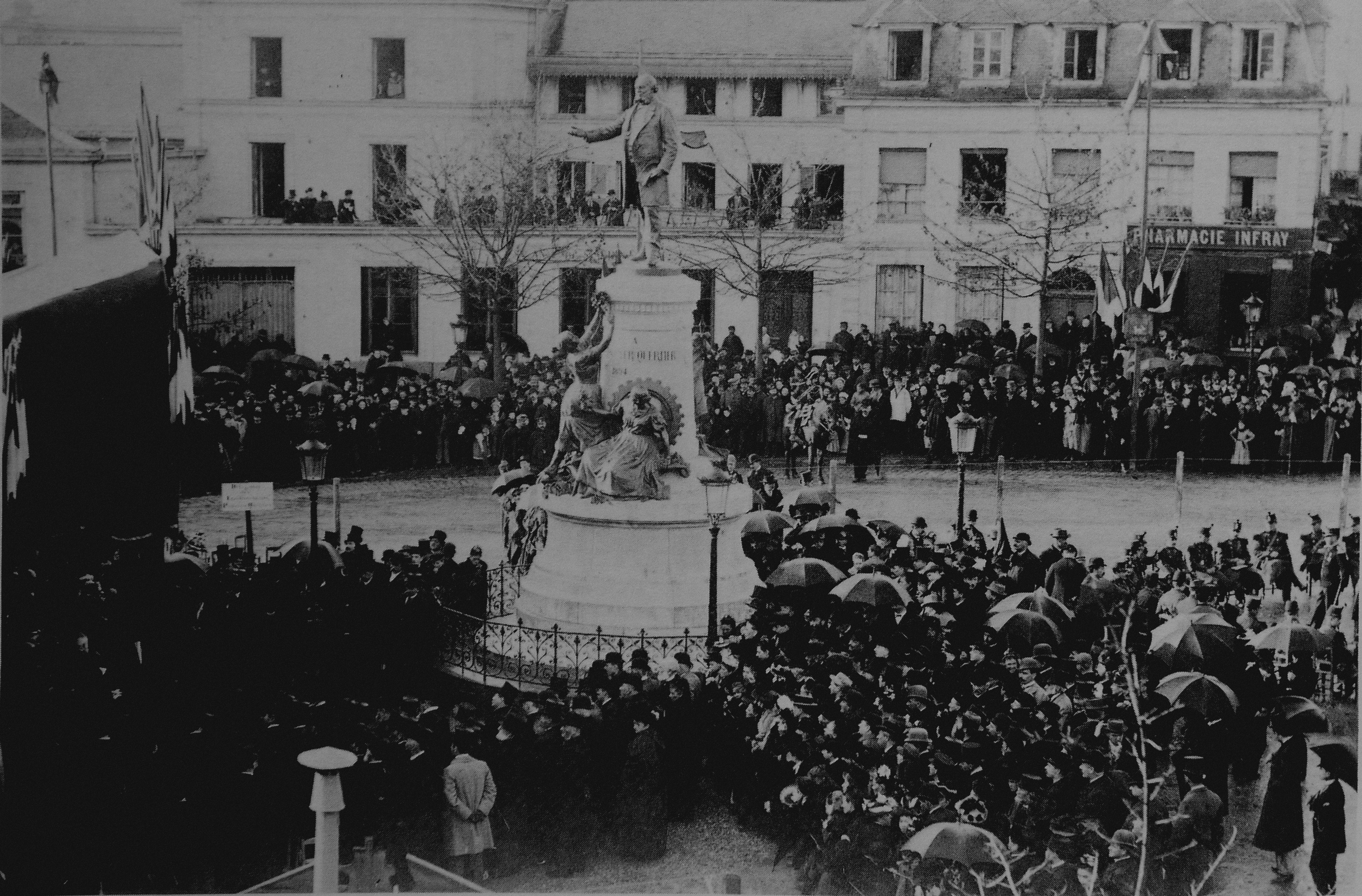
L'inauguration de son monument le 11 novembre 1894, place Cauchoise, à Rouen.

## Parcours politique
- 1852 à 1891 : conseiller général du canton de Fleury-sur-Andelle ;
- 1854 à 1891 : maire de Fleury-sur-Andelle ;
- 1857 à 1876 : député de la Seine-Inférieure ;
- 1871 : ministre des Finances, pendant 375 jours ;
- 1876 à 1891 : sénateur de la Seine-Inférieure.

## Distinctions
- 19 octobre 1871 : officier, commandeur ;
- Grand officier de la Légion d'honneur (18 avril 1874)[7]

### Sources
- Larousse du XXe siècle